# Battaglia di Fort George
La battaglia di Fort George fu combattuta durante la guerra del 1812 tra l'esercito statunitense e quello britannico per la conquista della fortezza di Fort George. La battaglia fu vinta dai soldati statunitensi grazie a un'efficiente operazione congiunta tra l'Esercito degli Stati Uniti e la Marina Navale in un'operazione anfibia che tuttavia permise la fuga di gran parte dei britannici dopo la disfatta.

## Antefatti
Nel 1796, in base all'accordo di Parigi del 1783 tra Stati Uniti e Inghilterra, Francia e Spagna, gli inglesi abbandonarono il presidio di Fort Niagara cedendolo agli statunitensi, ma, con lo scopo di proteggere i loro possedimenti nell'Canada superiore costruirono un nuovo forte lungo le rive del Niagara. A partire dal 1802 Fort George divenne così il quartier generale dell'esercito inglese, dei miliziani locali e dell'Indian Department.
Con lo scoppio della Guerra del 1812 il forte divenne il presidio principale dell'esercito britannico nella regione.
All'inizio della campagna il governo statunitense aveva dato istruzioni al generale Henry Dearborn di organizzare un'offensiva volta al controllo del fiume Saint Lawrence con lo scopo di tagliare in due la regione dell'Ontario. Con la conquista di York il 27 aprile 1813 le truppe americane, avevano ottenuto un importante successo che avrebbe comportato come obiettivo successivo l'assalto del più importante presidio britannico sul lago Ontario: Fort George.

## Preparativi statunitensi
Secondo i piani statunitensi, le truppe sarebbero state trasportate e sbarcate dalla flotta comandata dal commodoro Isaac Chauncey lungo le rive del fiume Niagara e supportate via mare da una flotta di dodici schooner, ognuno armato da un cannone di grosso calibro. Mentre due navi più grandi, la corvetta USS Madison e la USS Oneida avrebbero ingaggiato le batterie di artiglieria nemica più prossime al punto di approdo.
L'assalto sarebbe stato portato da quattro gruppi distinti, il primo, guidato dal colonnello Winfield Scott, il secondo dal brigadiere John Parker Boyd, il terzo dal colonnello William H. Winder, mentre un quarto gruppo, comandato dal brigadiere John Chandler avrebbe costituito la retroguardia, insieme all'artiglieria comandata dal colonnello Alexander Macomb. L'assalto sarebbe stato guidato sul campo dal comandante in seconda, il maggiore Morgan Lewis, mentre il generale avrebbe supervisionato le operazioni a bordo della USS Madison.

## La situazione britannica
Il comandante della guarnigione britannica era il generale John Vincent, ed aveva al suo comando un contingente di 1 200 truppe regolari, appartenenti in maggioranza all'8º Reggimento di Fanteria del Re, e al 49º Reggimento di Fanteria, oltre che ad alcuni distaccamenti del Royal Newfoundland Regiment e della Glengarry Light Infantry, oltre a circa 500 appartenenti alla milizia, tra i quali numerosi schiavi neri arruolatisi come volontari.
Sebbene Vincent fosse perfettamente consapevole di un imminente attacco statunitense, non aveva tuttavia alcun'idea di dove sarebbe iniziato. Per questo motivo cercò di coprire l'intera area dividendo il suo contingente in tre gruppi distinti, concentrando però le forze lungo le rive del Niagara, supponendo che gli americani avrebbero attaccato da quella posizione, in modo da essere coperti dai cannoni di Fort Niagara.
La situazione di Fort George era molto critica, in quanto complessivamente esso era provvisto di una scarsa difesa, con artiglierie di piccolo calibro e scarsità di polvere da sparo e un contingente militare decisamente al di sotto del necessario per respingere il nemico, a ciò occorre aggiungere che, essendo il lago Ontario quasi completamente sotto controllo del nemico, era molto difficoltoso ricevere aiuti ed approvvigionamenti.

## La battaglia
Al termine dei preparativi, quando tutto era ormai pronto, gli americani iniziarono un pesante bombardamento del forte sia dalle batterie di Fort Niagara, dall'altro capo del lago Ontario, sia dagli schooner di Chauncey. Alle prime luci dell'alba del 27 maggio 1813, non appena la foschia mattutina si diradò, le truppe statunitensi iniziarono a sbarcare a ovest della foce del Niagara mentre gli schooner sbaragliarono l'artiglieria britannica. Appena sbarcati i soldati statunitensi guidati da Scott vennero attaccati con una carica alla baionetta dalla fanteria leggera britannica che fu tuttavia costretta a ritirarsi, lasciandosi indietro metà dei suoi effettivi. Non appena si accorse di essere ormai in rotta, il comandante britannico ordinò la ritirata dei suoi uomini verso il villaggio di Queenston, a cinque chilometri dalle Cascate del Niagara, ordinando a circa 50 uomini del 49° di distruggere i cannoni e i magazzini all'interno del forte, ordine che non poté essere eseguito (a causa della presenza di donne e bambini che si erano rifugiati proprio nei magazzini durante il bombardamento iniziale), consegnando ai soldati statunitensi il forte praticamente intatto. Nonostante gli americani si fossero dati all'inseguimento dei britannici in ritirata, questi ultimi riuscirono con la loro retroguardia ad infliggere pesanti sconfitte agli inseguitori, costringendoli a tornare a Fort George.
Grazie alla sua pronta ritirata dal forte, al generale Vincent fu possibile riorganizzarsi dopo aver raggiunto la località di Beaver Dams, nei pressi dell'attuale cittadina canadese di Thorold, dove si riunì al contingente di stanza presso Fort Erie e altre guarnigioni lungo tutto il fiume Niagara. Dopo aver sciolto le milizie, si diresse con le truppe regolari presso Burlington nelle vicinanze dell'Ontario.